# Världsmästerskapen i orientering 2015
Världsmästerskapen i orientering 2015 hölls den 31 juli–7 augusti 2015 i Inverness i Skottland. VM ingick i Världscupen i orientering 2015.

## Program
| ● | Kval | ● | Finaler | P | Publiktävlingar | M | Medaljceremoni |

| Sporter / Datum                  | 31/7 Fr | 1/8 Lö | 2/8 Sö | 3/8 Må | 4/8 Ti | 5/8 On | 6/8 To | 7/8 Fre | 8/8 Lö |
| -------------------------------- | ------- | ------ | ------ | ------ | ------ | ------ | ------ | ------- | ------ |
| Världsmästerskapen i Orientering | ●       | ●      | ●      |        | ●      | ●      |        | ●       |        |
| Publiktävling, Scottish 6-Days   |         |        | L      | L      |        | M      | L      | L       | L      |
| Ceremonier                       |         | M      | M      |        | M      | M      |        | M       |        |

## Medaljörer

### Herrar

#### Långdistans[2]
1. Thierry Gueorgiou  Frankrike 1.39.46
2. Daniel Hubmann  Schweiz 1.40.11
3. Olav Lundanes  Norge 1.40.43

#### Medeldistans[3]
1. Daniel Hubmann  Schweiz 34.23
2. Lucas Basset  Frankrike 34.26
3. Olle Boström  Sverige 34.36

#### Sprint[4]
1. Jonas Leandersson  Sverige 13.12,1
2. Martin Hubmann  Schweiz 13.14,0
3. Jerker Lysell  Sverige 13.16,6

#### Stafett[5]
1. Schweiz (Fabian Hertner, Daniel Hubmann, Matthias Kyburz) 1.41.40
2. Norge (Øystein Kvaal Østerbø, Carl Waaler Kaas, Magne Dæhli) 1.43.30
3. Frankrike (Vincent Coupat, Lucas Basset, Frédéric Tranchand) 1.43.52

### Damer

#### Långdistans[2]
1. Ida Bobach  Danmark 1.15.35
2. Mari Fasting  Norge 1.18.19
3. Svetlana Mironova  Ryssland 1.18.39

#### Medeldistans[3]
1. Annika Billstam  Sverige 35.46
2. Merja Rantanen  Finland 36.36
3. Emma Johansson  Sverige 37.04

#### Sprint[4]
1. Maja Alm  Danmark 13.32,5
2. Nadja Volynska  Ukraina 14.12,3
3. Galina Vinogradova  Ryssland 14.24,5

#### Stafett[5]
1. Danmark (Maja Alm, Ida Bobach, Emma Klingenberg) 1.49.06
2. Norge (Heidi Østlid Bagstevold, Mari Fasting, Anne Margrethe Hausken Nordberg) 1.52.08
3. Sverige (Helena Jansson, Annika Billstam, Emma Johansson) 1.52.17

### Mixed

#### Sprintstafett[6]
1. Danmark (Emma Klingenberg, Tue Lassen, Søren Bobach, Maja Alm) 1.00.54
2. Norge (Elise Egseth, Håkon Jarvis Westergård, Øystein Kvaal Østerbø, Anne Margrethe Hausken Nordberg) 1.02.15
3. Ryssland (Tatjana Rjabkina, Gleb Tichonov, Andrej Chramov, Galina Vinogradova) 1.02.20

## Medaljligan
| Antal medaljer efter land | Antal medaljer efter land | Antal medaljer efter land | Antal medaljer efter land | Antal medaljer efter land | Antal medaljer efter land |
| Placering                 | Land                      | Guld                      | Silver                    | Brons                     | Summa                     |
| ------------------------- | ------------------------- | ------------------------- | ------------------------- | ------------------------- | ------------------------- |
|                           | Danmark                   | 4                         | -                         | -                         | 4                         |
|                           | Schweiz                   | 2                         | 2                         | -                         | 4                         |
|                           | Sverige                   | 2                         | -                         | 4                         | 6                         |
| 4.                        | Frankrike                 | 1                         | 1                         | 1                         | 3                         |
| 5.                        | Norge                     | -                         | 4                         | 1                         | 5                         |
| 6.                        | Finland                   | -                         | 1                         | -                         | 1                         |
| 6.                        | Ukraina                   | -                         | 1                         | -                         | 1                         |
| 8.                        | Ryssland                  | -                         | -                         | 3                         | 3                         |